# Psí spřežení
Psí spřežení, jízda se psím spřežením nebo mushing, je sport, kde běží tým psů táhnoucí saně nebo kolečkovou káru, ovládaný člověkem kterého nazýváme musher. Oba výrazy vznikly na Aljašce z povelu „Mush!“, který se tradičně používá pro psí spřežení k jeho povzbuzení k pohybu vpřed.

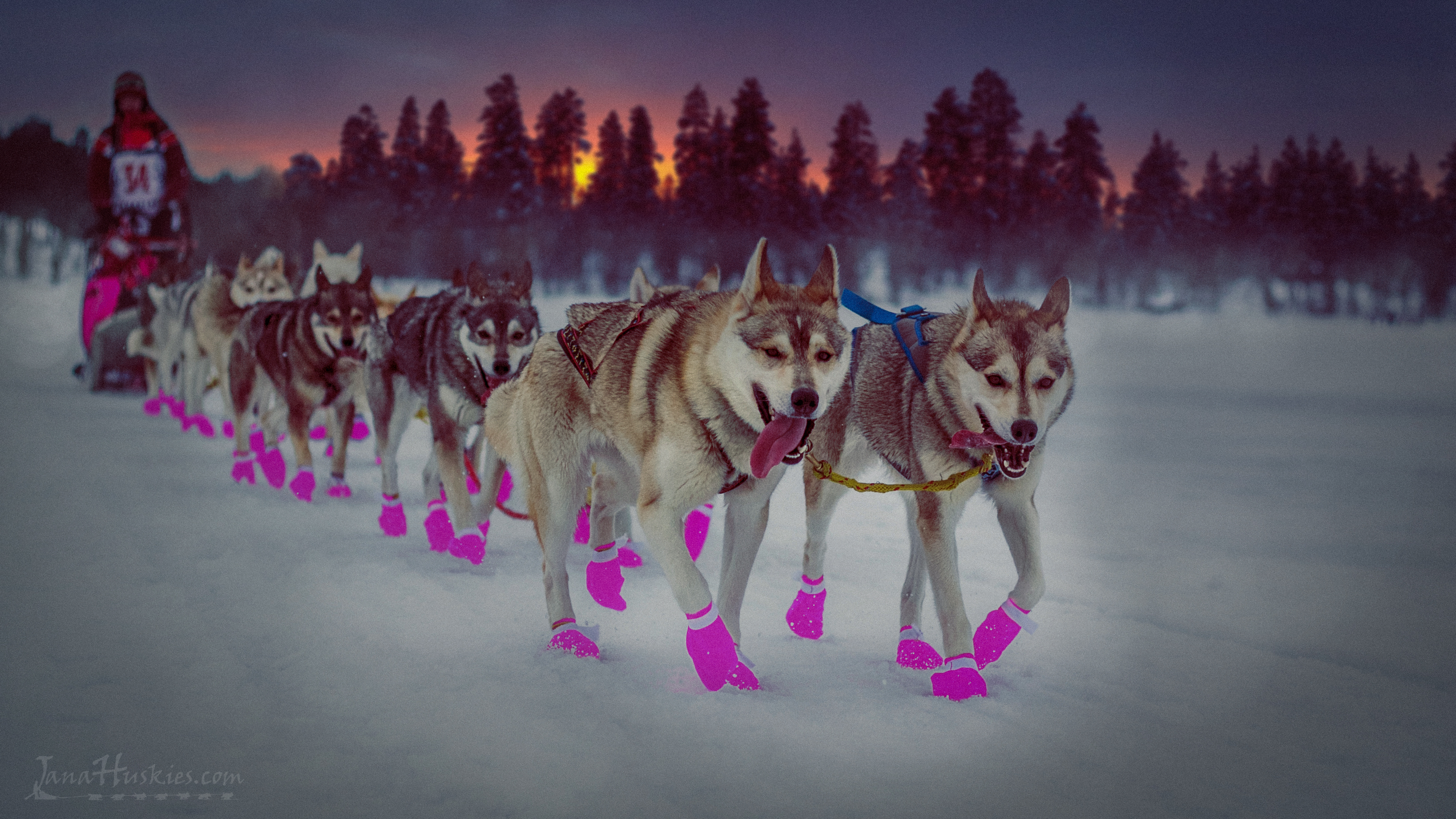
Spřežení dvanácti psů, sibiřských husky.

## Historie sportu psích spřežení
Pes doprovázel člověka od pradávna a byl člověku pomocníkem i přítelem. Před nějakými čtyřmi tisíci let člověka napadlo použít psa k tahu. První pozůstatky saní tažených psi nalézáme v zasněžených oblastech Severní Ameriky a Sibiře. V oblastech pokrytých z větší části roku sněhem, ale i v oblastech tundry, byl a je nejběžnější metodou přepravy tah nákladu. Čím větší ložná plocha, tím menší riziko, že náklad někde uvízne nebo zapadne. Člověk, který zapřáhl  psů více a vytvořil tak první psí spřežení, položil i základy novodobému sportu, kterému dnes říkáme mushing.
Na konci 19. a počátku 20. století prožíval mushing obrovský boom díky zlaté horečce na aljašském Klondiku, kde koncem roku 1896 byly nalezeny první zlaté nuggety. V souvislosti s tím někteří ze zlatokopů začali měřit zdatnost svých psích spřežení, čímž položili základy závodění. První neoficiální závod psích spřežení se uskutečnil kolem roku 1850, první oficiální v r. 1886 – oba samozřejmě v Severní Americe.
Svůj díl na slávě a rozmachu psích spřežení mají i polárníci, kteří úspěšně využívali psy k výpravám na severní i jižní pól. K nejznámějším patří výpravy badatele Dr. Fredericka Cooka, který dne 21. 4.1908  jako první stanul na severním pólu[zdroj⁠?!] a i úspěšná expedice norského objevitele Roalda Amundsena, která dne 14. prosince 1911 došla na pól jižní.

## Závody
První plně oficiální závody psích spřežení se konaly v roce 1909 v Nome za organizace tamního vůbec prvního klubu pro saňové psy – NKC. Závodilo se na trailu z Nome do Candle a zpět (408 mil).Tyto závody nesly (a nesou) název All Alaska Sweepstakes.
V roce 1925 vypukla v aljašském městě Nome dětská záškrtová epidemie. Město zůstalo odříznuté od ostatních území, a tak sérum bylo dopraveno díky štafetové jízdě psích spřežení. Tento „Serum run“ vstoupil do historie USA. Na počest vůdčímu psu Balto, který dovedl spřežení s vakcínou do cíle, byla v newyorském Central Parku odhalena bronzová socha. Jako pocta tomuto závodu o životy stovky dětí se od roku 1973 jezdí nejznámější závod psích spřežení Iditarod, který obnáší 1600 km z Anchorage do Nome.
V Evropě se první řádné velké závody jely roku 1972 v Latrophu. U nás byly první regulérní závody uspořádány až v roce 1985 v Peci pod Sněžkou. V roce 1989 byla založena specializovaná sportovní organizace pro saňový sport ČASPS.
Dnes nejznámější závod v české kotlině se jmenuje Šediváčkův long. Patří do série čtyř závodů Iron sled dog man – „železný muž za psím spřežením“. Závod měří 222 kilometrů, je rozdělen do čtyř etap a účastníci musejí povinně jednou bivakovat na sněhu. Trasa vede po české i polské straně Orlických hor, konkrétně mezi obcemi Deštná, Orlické Záhoří a polskou oblastí Czarne bagno. Tento závod je pořádán již tradičně v posledním lednovém týdnu, typickém svým mrazivým počasí a dostatkem sněhu. Z malého lokálního závodu v průběhu let vyrostl podnik celoevropského formátu, kam přijíždí závodníci z celé Evropy. Zbytek série hostí Alpy.
Nejobtížnějším a zároveň nejprestižnějším závodem psích spřežení na světě je už zmiňovaný závod Iditarod. K nejnáročnějším na světě se pak ještě řadí závod  Yukon Quest jedoucí se opět na americkém kontinentu a pak Finnmarkslopet na severu Norska. Finnmarkslopet je i nejsevernějším závodem planety měřícím 1000 km.

## Plemena psů
Podívejme se na charakteristiku a historii severských saňových plemen psů, která se dodnes používají do spřežení pro expedice, rekreační i závodní sport:
Nejtěžším, nejrobustnějším a také nejsilnějším plemenem mezi severskými saňovými psy je Aljašský malamut. Toto plemeno bylo chováno původními Indiány z kmene Mahlemiutů nebo Mahlemutů ze severozápadu Aljašky. Tyto kmeny byly známy svým jemnějším a lidštějším zacházením se psy, porovnáme-li je s okolními obyvateli. Je to vyrovnaný pes klidné, ale sebevědomé povahy a dodnes odpovídá své staré přezdívce “lokomotiva severu“.
Samojed pochází od kmene Samojedů žijících a kočujících na Urale. Tito psi se vyskytovali v různých zbarvení srsti, nejen v dnešním jediném bílém, a sloužili k pasení sobů, hlídání a lovu, stejně jako k tahání saní. Do Anglie je přivezl roku 1889 Killburn Scott a rázem se stali populárními po celém světě pro svoji milou povahu, usměvavý výraz, bělostnou bohatou a huňatou srst a pro ze všech seveřanů relativně největší poslušnost.
Grónský pes je dodnes vzhledem i povahou mezi severskými plemeny nejpůvodnější. Byl vyšlechtěn, jak už samotný název napovídá, v Grónsku a ještě i dnes je zde používán ke svým základním činnostem – k tahu a k lovu tuleňů. Ostatně do Grónska se nesmí ani v současné době dovážet žádná jiná plemena, aby se zde zachoval originální ráz těchto psů. Mají velmi silně vyvinuté smečkové chování, jsou nesmírně pracovití a odolní. Pokud jsou ve vhodných rukou, okouzlují svou přírodností. Grónský pes je ale v první řadě tažným psem, zvyklým pracovat v drsném klimatu. Není to pes do rodiny.
Sibiřský husky je ze všech severských saňových psů nejmenší a nejútlejší. Jeho předkové byli vyšlechtěni domorodci ze Sibiře, zvláště pak Korjaky, Jukagiry a Čukči a obyvateli Kamčatky. V těchto oblastech bylo zvykem používat do jedněch saní 7–10 psů.
V 19. století při genocidě Čukčů přežívaly jejich zbytky pouze díky své „pohyblivosti“ za pomoci psích spřežení. Za vlády Sovětského svazu byly kmeny zbaveny svých vůdců, kteří byli většinou zároveň chovateli nejlepších psů. Psi byli sváženi do kolchozů, kde je pak Rusové prošlechťovali především na sílu a mohutnost, aby je bylo možno používat na vlečení těžkých nákladů. V důsledku tohoto zacházení byl chov původních hbitých a rychlých psů prakticky zničen.
Naštěstí ještě před tím ruský obchodník s kožešinami William Goosak, pocházející z méně Čukčů, přivezl v roce 1908 na Aljašku několik původních sibiřských psů, kde se zúčastnili závodů. Psi zprvu sklízeli pro své drobné postavy posměch, vážili totiž polovinu toho, co místní zápřahoví psi, a proto je také přezdívali „sibiřské krysy“. Hned při svém prvním startu však překvapili umístěním na třetím místě mezi uznávanými místními borci. Došlo ještě k dalšímu nákupu 60 – 70 nových psů ze Sibiře. V roce 1910 se tito psi rozdělení do tří spřežení umístili na 1., 2. a 4. místě. Další vývoj plemene byl velmi bouřlivý, každý závodník toužil po těchto hbitých, pracovitých a skromných psících. Dnes jsou sibiřské husky uznaným americkým národním plemenem
Sibiřské husky mají dodnes pověst nejrychlejších psů mezi severskými plemeny. Mělo by o nich stále platit, že mají ztělesňovat v úplné rovnováze sílu, rychlost a vytrvalost. Jejich efektní vzhled a milá povaha z nich bohužel leckde a leckdy udělaly módní psy.
Aljašský husky – jedná se o křížence vyšlechtěného v Kanadě a Americe čistě pro saňový sport. Nemá uznaný průkaz o původu a standardu plemene čistokrevného chovu v rámci FCI. Byl vyšlechtěn z původního indiánského vesnického psa a křížen se psy, kteří mu zvýšili výkonnost. Tito psi existují ve všech barvách a odstínech, pouze stavba těla je podobná. Vzhled pro chovatele není největší prioritou. Tento pes je velice schopný práce, je vytrvalý, rychlý. Je stále představitelem polárního, tažného psa.
Dnes naleznete na závodech psích spřežení hodně i tohoto psa, který s představou běžných lidí o tažném psu má jen máloco společného:
Evropský saňový pes- Evropský saňový pes pochází z Norska, je vyšlechtěn z německého krátkosrstého ohaře, pointera a greyhaunda (chrt). Nese v sobě větší či menší znaky alaskana, aljašského a sibiřského husky. Každý pes má v sobě jiné procento krve určitého plemene. Pointr mu dodal dobrý čich a povahu, greyhaund rychlost, alaskan sílu. Tito lovečtí psi se sportovní stavbou těla jsou nekonfliktní, velice pracovití, soutěživí a inteligentní. Snadno se učí povely pro různé psí sporty. Hodí se pro mnohé disciplíny, výborné výsledky dosahují v individuálních disciplínách na převážně sprintových tratích.
Pokud chcete, můžete využít k tahu každého psa, kterému obléknete postroj a zjistíte, že ho práce v tahu baví. Individuální disciplíny v mushingu jsou otevřeny všem nadšencům!

## Výcvik
S přípravou psů pro zapřahání začínáme od jejich štěněcího věku, ale zapřahat psa do postroje začínáme až na jeho jednom roce. Pes se může účastnit závodů od svých 18 měsíců až do svých deseti let, pokud mu to jeho zdraví dovoluje.

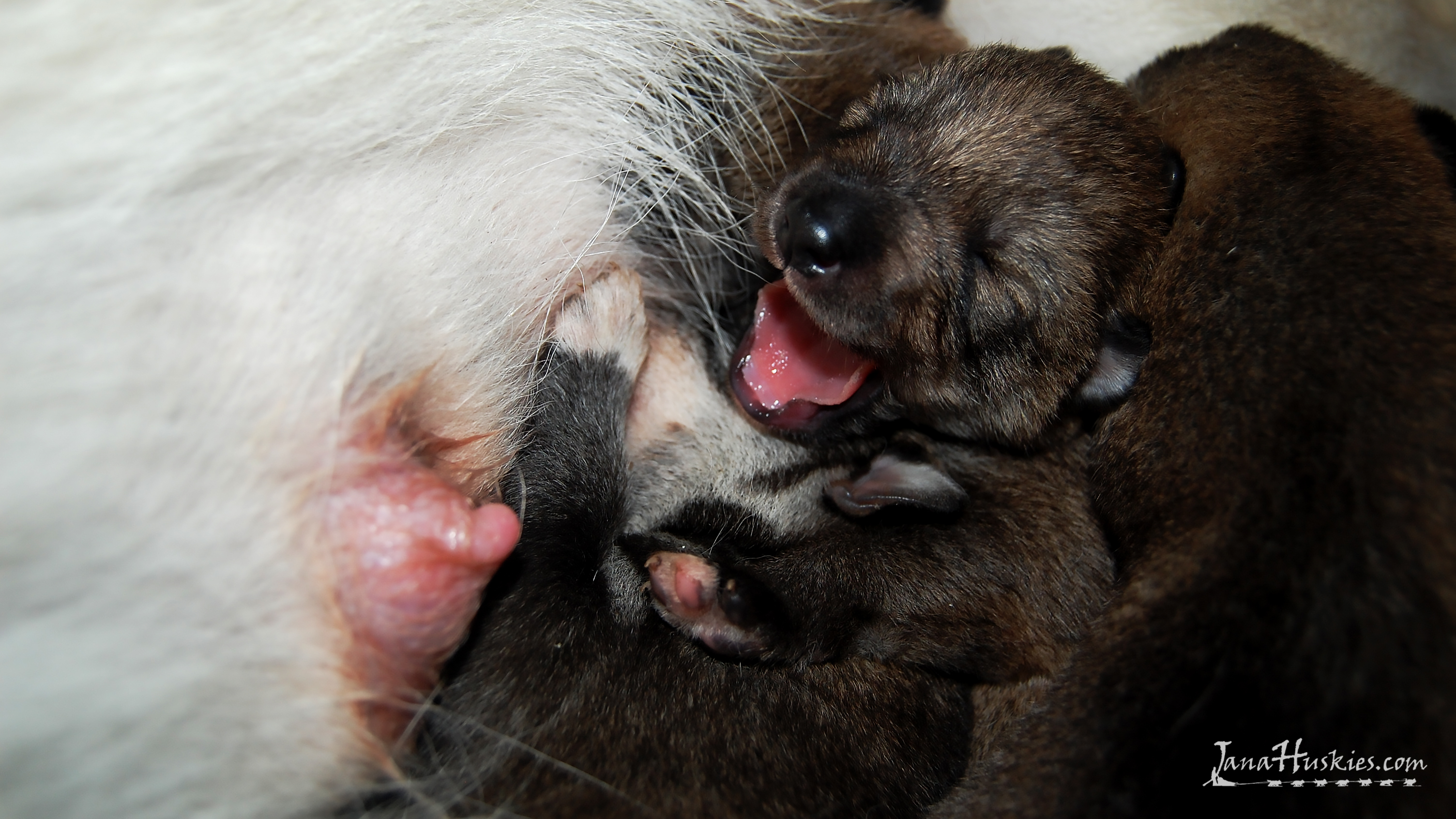
štěně siberian husky

## Druhy individuálních disciplín spojených s mushingem
- pulka – jezdec na lyžích jede za psy, kteří táhnou malé saně a za nimi lyžaře.
- bikejöring – pes a cyklista na jízdním kole
- canicross – běžec se psem
- weight pulling – soutěž v tahu břemene naloženého na speciální vozík na kolejnici
- scootering – pes nebo 2 psi a jezdec na koloběžce
- skijöring – pes nebo 2 psi a jezdec na běžeckých lyžích

## Musher
Označení musher vzniklo na Aljašce a označují se tak lidé, kteří vlastní a zapřahají velké týmy psů a s těmito psy pracují za účelem účasti na závodech a nebo práci v turistickém byznysu a nebo jen pro vlastní zábavu. Označení musher je i celkové označení pro životní styl daného člověka, protože jeho naprostým středem zájmu je práce se psy a péče o ně. Musher je člověk, který dokázal skloubit lásku ke psům a ke sportu. Právě proto by se tomuto sportu měl věnovat jen člověk, který mu bude moci věnovat dostatek času, financí, fyzických i psychických sil. Věnovat se tomuto sportu znamená přizpůsobit mu celý svůj život, z čehož vyplývá množství radostí, ale i starostí a úsilí. Odměnou bývají zajímavé zážitky a hlavně možnost sledovat radost psů při tahání.
Závody psích spřežení v Čechách se rozlišují na individuální disciplíny a na spřežení. Vždy to byli individuálové a musheři, kteří se závodů účastní. Musherem není člověk který běží s jedním psem, ani dvěma. Musherem není člověk, který jede na lyžích, koloběžce a nebo kole se psem. Tito lidé jsou běžci, a nebo jezdci se psy.

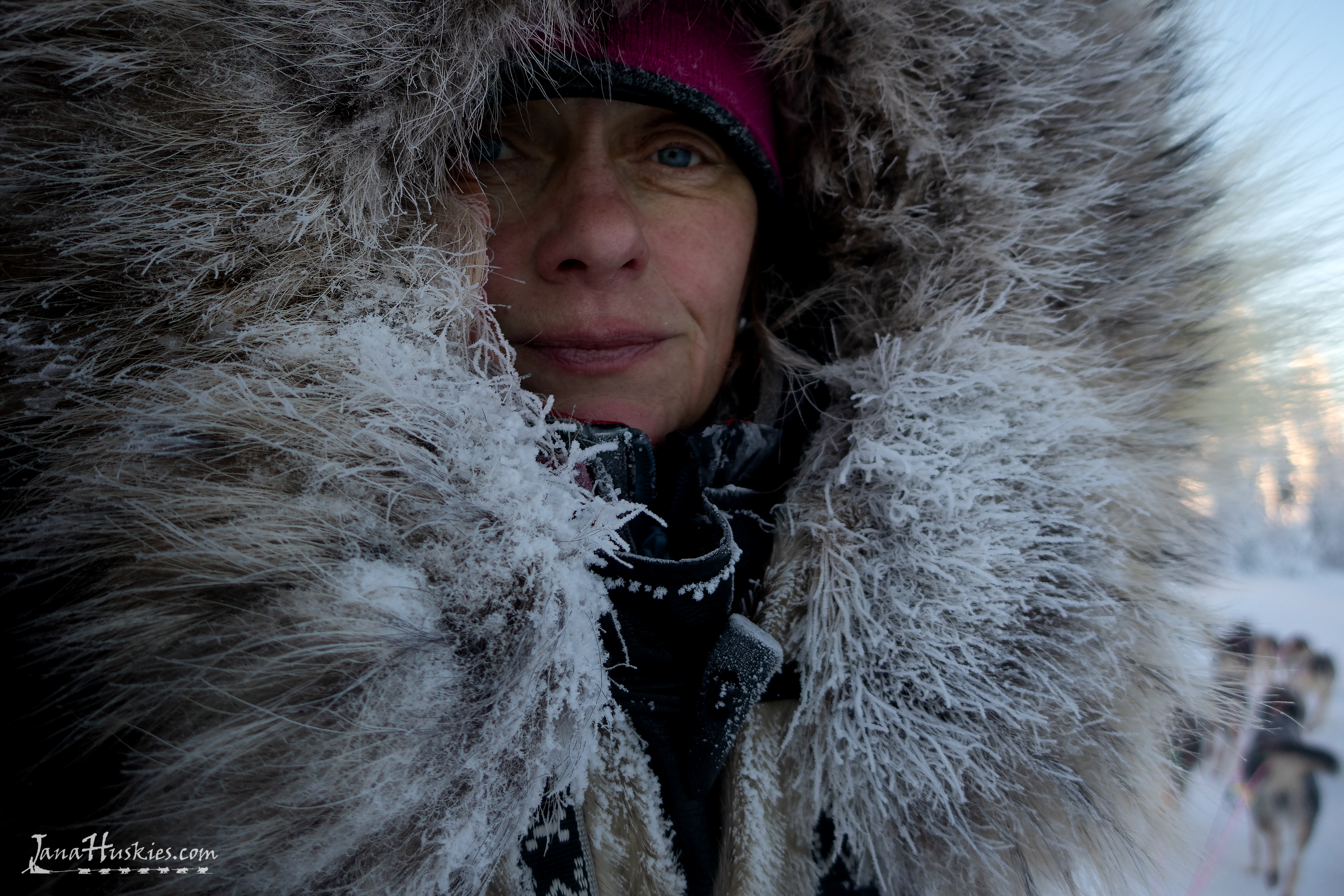
Musher